# Philornis schildi
Philornis schildi är en tvåvingeart som beskrevs av Carroll William Dodge 1963. Philornis schildi ingår i släktet Philornis och familjen husflugor.
Artens utbredningsområde är Costa Rica. Inga underarter finns listade i Catalogue of Life.